# Христо Ангелов (скиор)
Вижте пояснителната страница за други личности с името Христо Ангелов.
Христо Ангелов е български олимпиец, участвал на зимните олимпийски игри в Лейк Плесид през 1980 г.

## Биография
Роден е на 26 юни 1961 година в Боровец, Софийска област. Участва в две от трите алпийски дисциплини – гигантски слалом и слалом на зимните олимпийски игри, провели се в Лейк Плесид през 1980 година. 
Резултати от Лейк Плесид 1980
гигантски слалом – 32-ри от 78 участници
слалом – 19-и от 79 участници